# Deutscher Evangelischer Kirchentag 2017

Das Jerusalemkreuz – Logo des Deutschen Evangelischen Kirchentages.

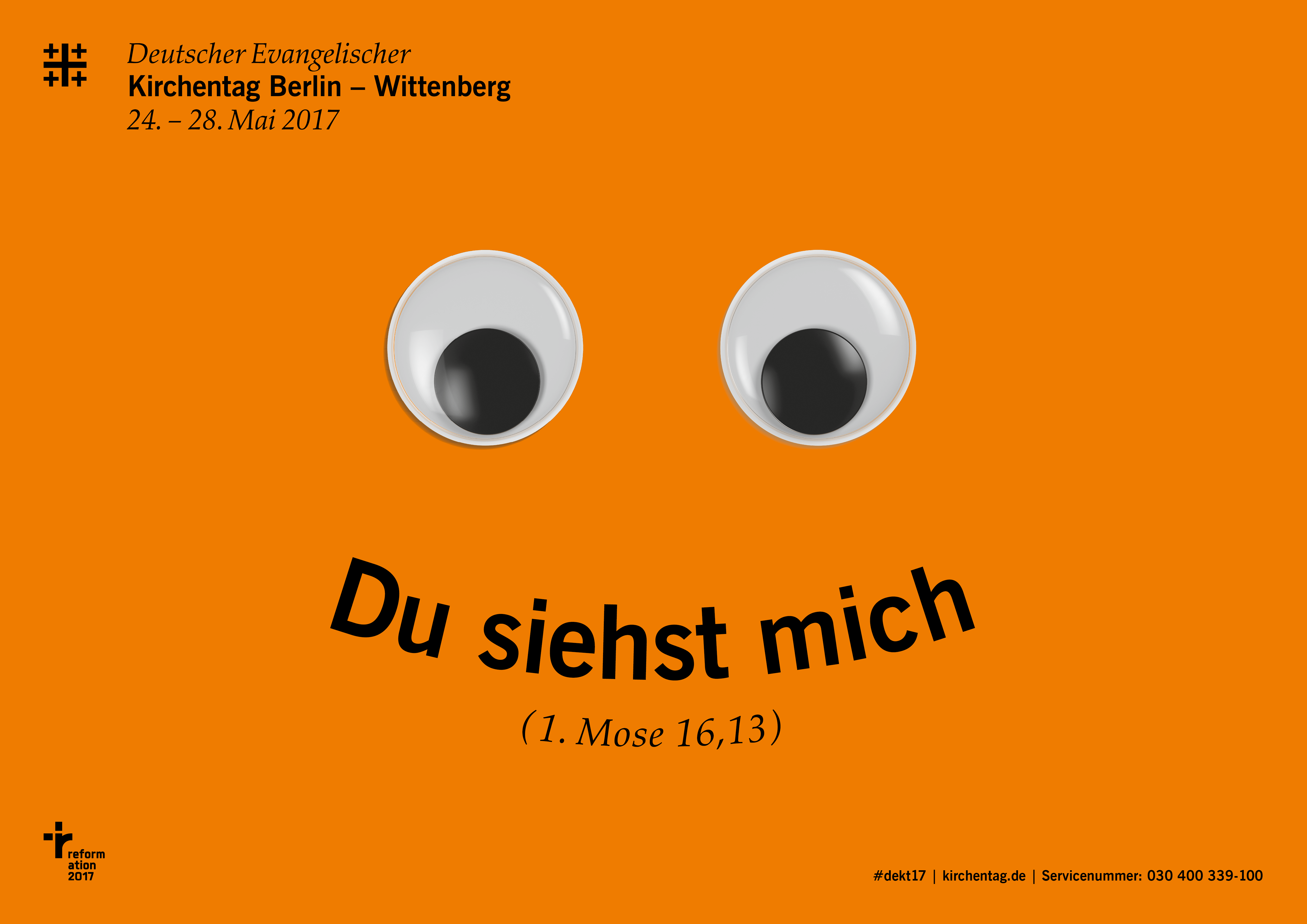
Das Plakat zum 36. Deutschen Evangelischen Kirchentag mit dem Motto „Du siehst mich“

Der 36. Deutsche Evangelische Kirchentag fand vom 24. bis 28. Mai 2017 in Berlin und Wittenberg statt. Die Losung für den Kirchentag 2017 lautete „Du siehst mich“ (1 Mos 16,13 ).

## Organisation

### Geschichte
Nach 1951, 1961, 1977 und 1989 (West-Berlin) sowie 2003 (Ökumenischer Kirchentag) fand damit der Kirchentag zum sechsten Mal in Berlin statt.

### Beteiligte Personen und Institutionen
Gastgeber für die Veranstaltung waren die Evangelische Kirche Berlin-Brandenburg-schlesische Oberlausitz (EKBO) und die Evangelische Kirche in Mitteldeutschland (EKM). Als Präsidentin des 36. Kirchentages amtierte Christina aus der Au Heymann. Amtierende Generalsekretärin während der Veranstaltung war Ellen Ueberschär, Kirchentagspastor Arnd Schomerus. Die organisatorische Verantwortung hatte der „36. Deutsche Evangelische Kirchentag 2017 Berlin e. V.“

### Vorbereitung und Größenordnung
In Vorbereitung auf den 36. Kirchentag wurde im Oktober 2015 die Losung „Du siehst mich“ vom Kirchentagspräsidium mit Sitz in Fulda beschlossen. Die dazugehörige Marketing-Kampagne startete am 25. April 2016. Das Motiv, bestehend aus großen Augen auf orangefarbenem Hintergrund und einem Mund aus der Losung, wurde von Scholz & Friends Berlin entwickelt.
Es wurden 140.000 Dauerteilnehmende und rund 45.000 Tagesteilnehmende in Berlin erwartet, von denen ca. 60.000 Gäste in Gemeinschaftsquartieren, ca. 20.000 in Hotels, Freizeitheimen oder auf Campingplätzen untergebracht werden sollten. Ca. 45.000 Teilnehmende wollten sich selbst unterbringen, jedoch wurden zusätzlich 15.000 Privatquartiere gesucht.
An drei Veranstaltungstagen gab es ein Angebot von über 2.500 Veranstaltungen, die von ca. 50 Vorbereitungsgruppen geplant und ca. 40.000 ehrenamtlichen Mitwirkende durchgeführt wurden.

### Helferdienste
Zur Unterstützung des Kirchentages wurden, wie es seit 1981 üblich ist, insgesamt rund 5.000 freiwillige Helfer eingesetzt, welche größtenteils aus christlichen Pfadfinderbünden und -verbänden stammten. Sie waren unter anderem als Einlasskontrolleure, Parkeinweiser, Müllsortierer, Auskunftsgeber und Ordner im Einsatz. Die Veranstaltung wurde durch Einheiten der Johanniter Unfall-Hilfe aus ganz Deutschland an etlichen Orten sanitätsdienstlich abgesichert.

### Umweltkonzept
Seit 2007 lässt sich der Kirchentag alle zwei Jahre nach dem Eco Management and Audit Scheme zertifizieren. Für den 36. Kirchentag in Berlin und Wittenberg wurden die Weiterverwendung von Abfallprodukten ausgebaut, die „ökofaire“ Verpflegung verstärkt und die nachhaltige Kooperation mit Veranstaltungsorten wie der Messe Berlin avisiert.

### Sponsoring und Finanzierung
Die Großveranstaltung sollte laut Schätzungen insgesamt 23 Mio. € kosten. Neben den Zuschüssen des Landes Berlin in Höhe von 8,4 Mio. € unterstützte das Land Brandenburg mit 1 Mio. € und die EKBO mit 3,7 Mio. €. Außerdem gab es Förderungen in Höhe von 2,5 Mio. € von Seiten des Bundes. Hinzu kommen 7,4 Mio. € aus Eigenmitteln. Dazu zählen Spenden und der Verkauf von Eintrittskarten und Produkten des Kirchentagshops. Der Sponsor VW stellte 250 Fahrzeuge in Berlin und Wittenberg zur Verfügung.

## Programm

### Eröffnungsgottesdienst und Abend der Begegnung

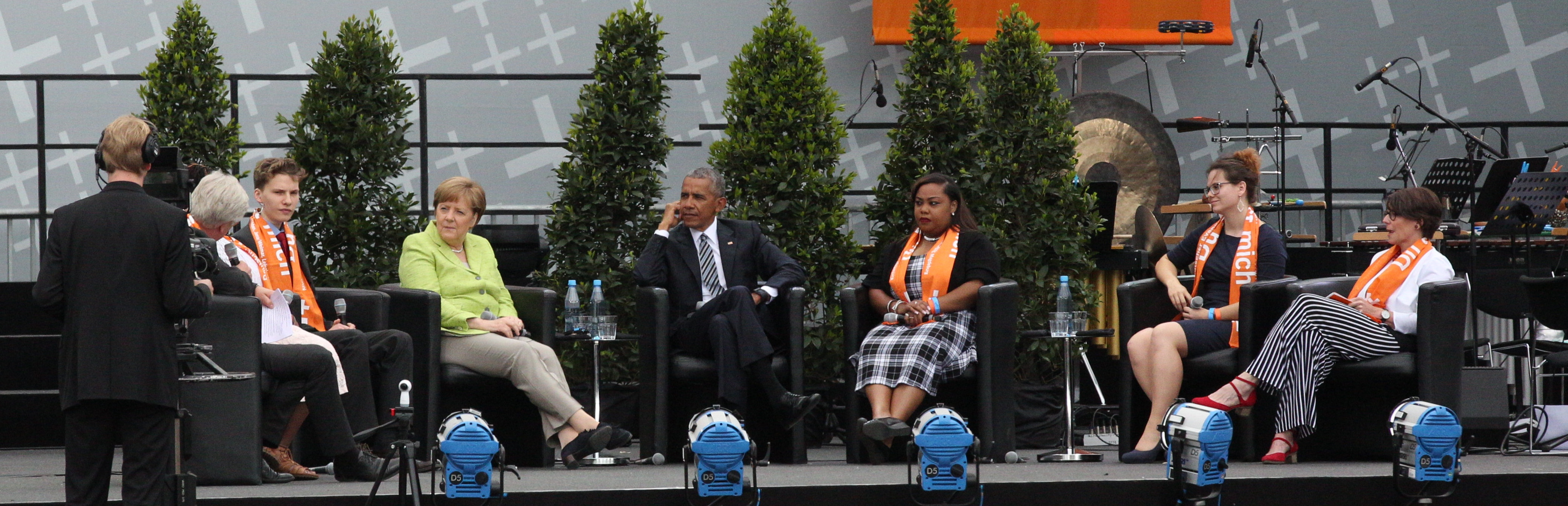
Gesprächsrunde am 25. Mai mit Angela Merkel und Barack Obama

Der 36. Kirchentag begann am Mittwochnachmittag, dem 24. Mai 2017, mit drei großen Eröffnungsgottesdiensten. Anschließend fand ein buntes Straßenfest, der „Abend der Begegnung“, statt. Hierbei wurden Einblicke in die Vielfältigkeit der Region gegeben und gleichzeitig bot sich für die Gemeinden der gastgebenden Landeskirche die Gelegenheit, die Gäste in Berlin zu begrüßen und Kontakte zu knüpfen.

### Veranstaltungen
Das Programm des Kirchentages beinhaltete die großen Schwerpunkte Flucht und Migration, Zusammenhalt in Deutschland und Europa, religiöse Pluralität und Reformation.

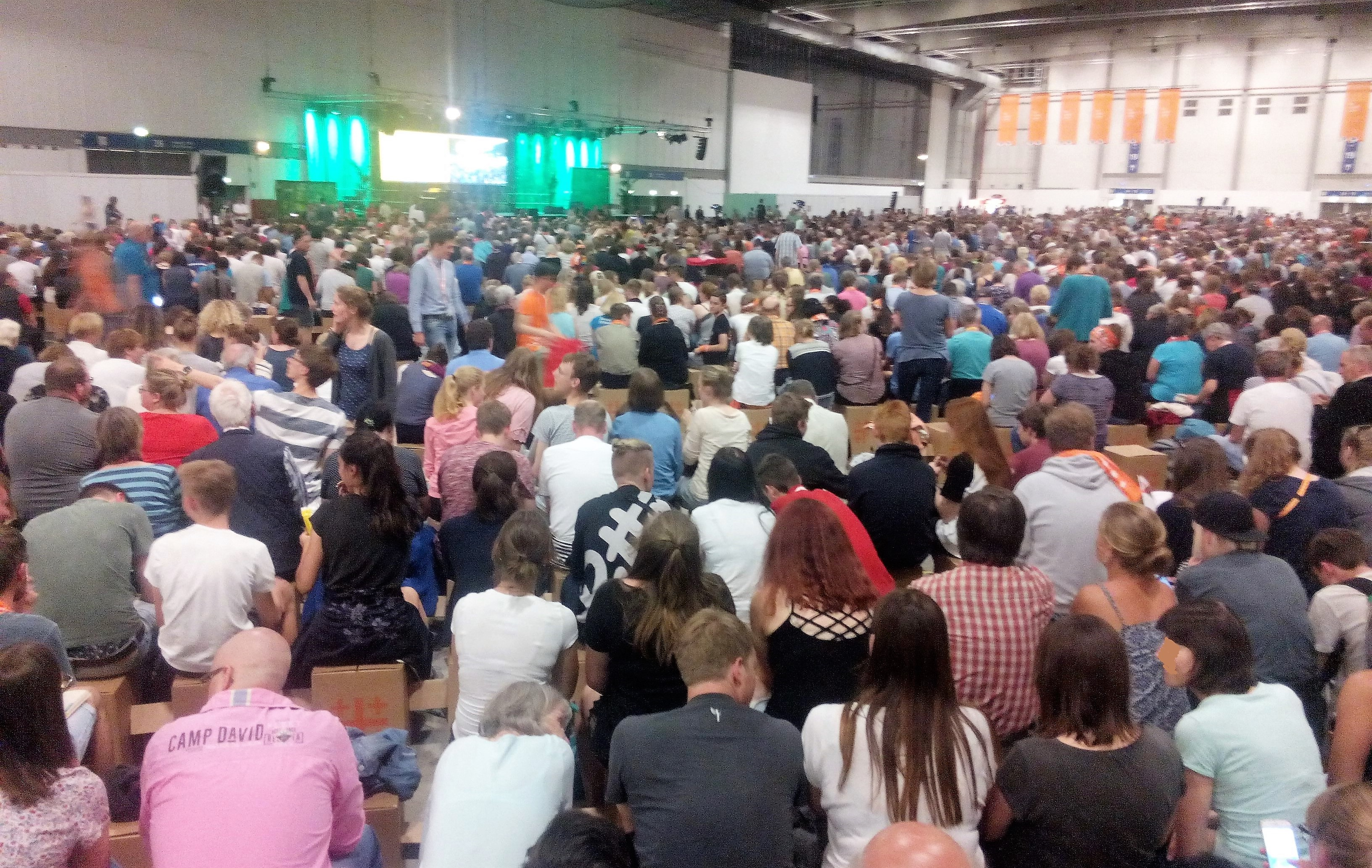
Großveranstaltung am 26. Mai 2017 mit Dr. Eckart von Hirschhausen "Wunder wirken Wunder – Ein Abend über die vergessenen Heilkräfte Humor, Musik und Hoffnung" in der Messehalle 25

Dazu wurden Podiumsreihen zum Thema Friedenspolitik und internationaler Ordnung und zu nachhaltigen Entwicklungszielen der Vereinten Nationen gestaltet. Hinzu kamen Veranstaltungen bezüglich „Ökumene und Reformation“, „Theologie der Teilhabe“ und „Menschenbilder“. Während der drei liturgischen Tage war das Programm zu den Themen „Großstadt“, „Beten“, „Flucht und Heimat“ geplant. Außerdem sollte es eine Abendreihe „Flirten“ geben.
Neben den altbewährten und bekannten Zentren „Bibel und Gottesdienst“, Barrierefreiheit und Genderfragen, Klimaschutz, Zielgruppenangebote für Kinder, Jugendliche und ältere Menschen wurden die Zentren „Flucht, Migration, Integration“, „Muslime und Christen“ und „Kirche der Zukunft“ vorbereitet.

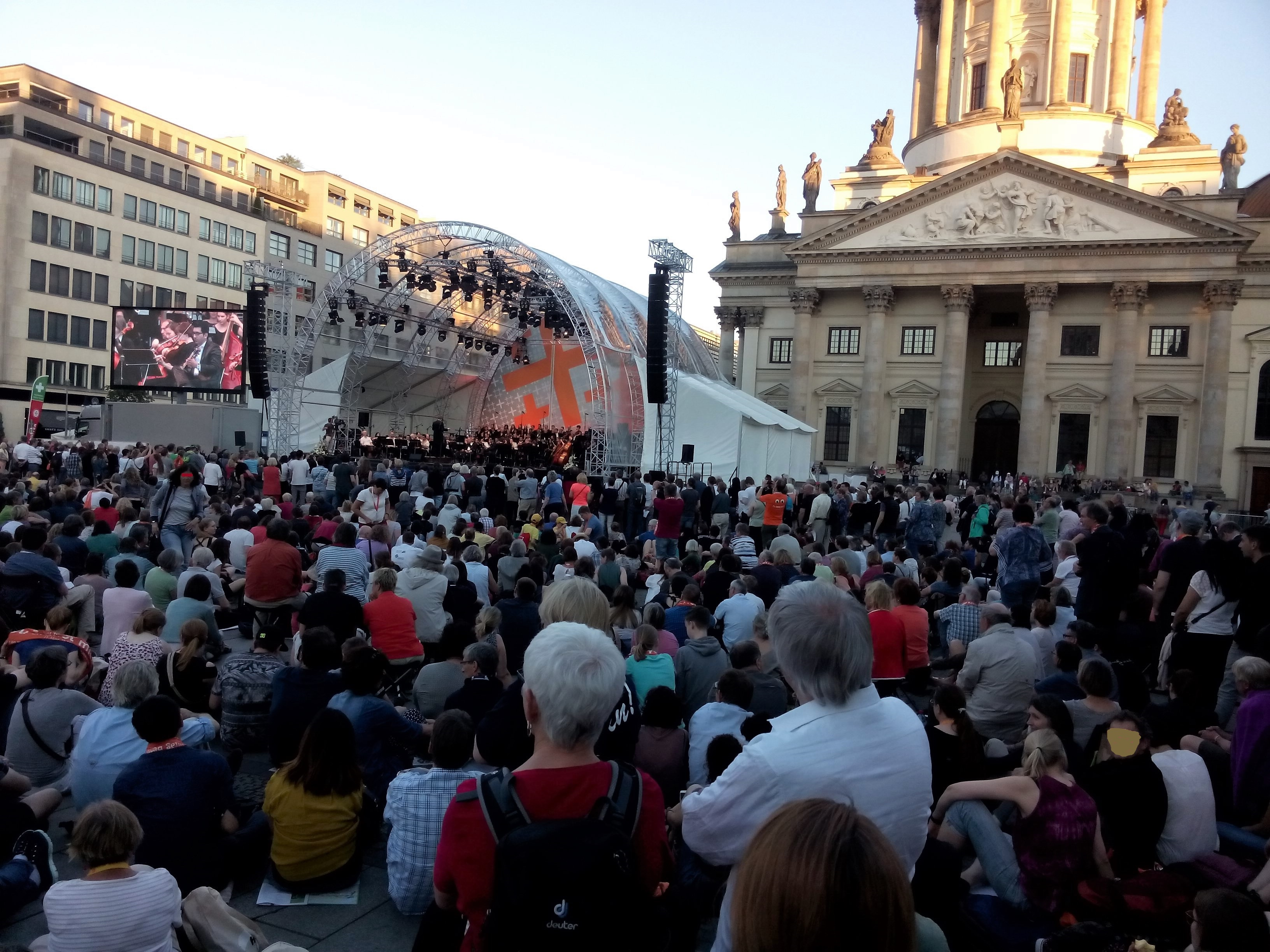
Solidaritätskonzert am 27. Mai 2017 mit den Berliner Symphonikern und Geflüchteten – "Musik kennt keine Grenzen" – Bühne auf dem Gendarmenmarkt

Im Rahmen des Kirchentages fanden 400 Konzerte statt; unter den Mitwirkenden befanden sich u. a. Schandmaul, Wise Guys, Max Giesinger und Yvonne Catterfeld.

### Festgottesdienst
Anlässlich des 500. Reformationsjubiläums fand am 28. Mai 2017 der Schlussgottesdienst des Kirchentages als Festgottesdienst in Wittenberg auf den Elbwiesen vor den Toren der Stadt statt. Die ersten Gäste reisten bereits am Samstag an, feierten eine „Nacht der Lichter“ mit Brüdern aus Taizé und übernachteten anschließend unter freiem Himmel. Nach Angaben der Veranstalter nahmen 120.000 Menschen daran teil. Diese Zahl wird jedoch aufgrund von Luftbildern und unabhängigen Schätzungen als viel zu hoch angezweifelt.

## 500 Jahre Reformation

### Kirchentage auf dem Wegund Reformationsjubiläum
Im Rahmen des Reformationsjubiläums 2017 wurden zeitgleich neben dem Kirchentag in Berlin und Wittenberg sechs Kirchentage auf dem Weg in Erfurt und Weimar/Jena in Thüringen, in Magdeburg, Dessau-Roßlau und Halle/Eisleben in Sachsen-Anhalt und in Leipzig in Sachsen veranstaltet.
Des Weiteren fand am 27. und 28. Mai 2017 ein Festwochenende in Wittenberg im Zuge des Reformationsjubiläums mit abschließendem Festgottesdienst des Kirchentages statt. Anschließend folgte ein „Reformationspicknick“, das zu einem musikalischen Abschluss überleitete.
Zur Planung und Umsetzung des Reformationsjubiläums wurde der Verein „Reformationsjubiläum 2017 e. V.“ (kurz: r2017) in gemeinsamer Trägerschaft des Deutschen Evangelischen Kirchentages und der Evangelischen Kirche in Deutschland (EKD) gegründet.

## Kritik

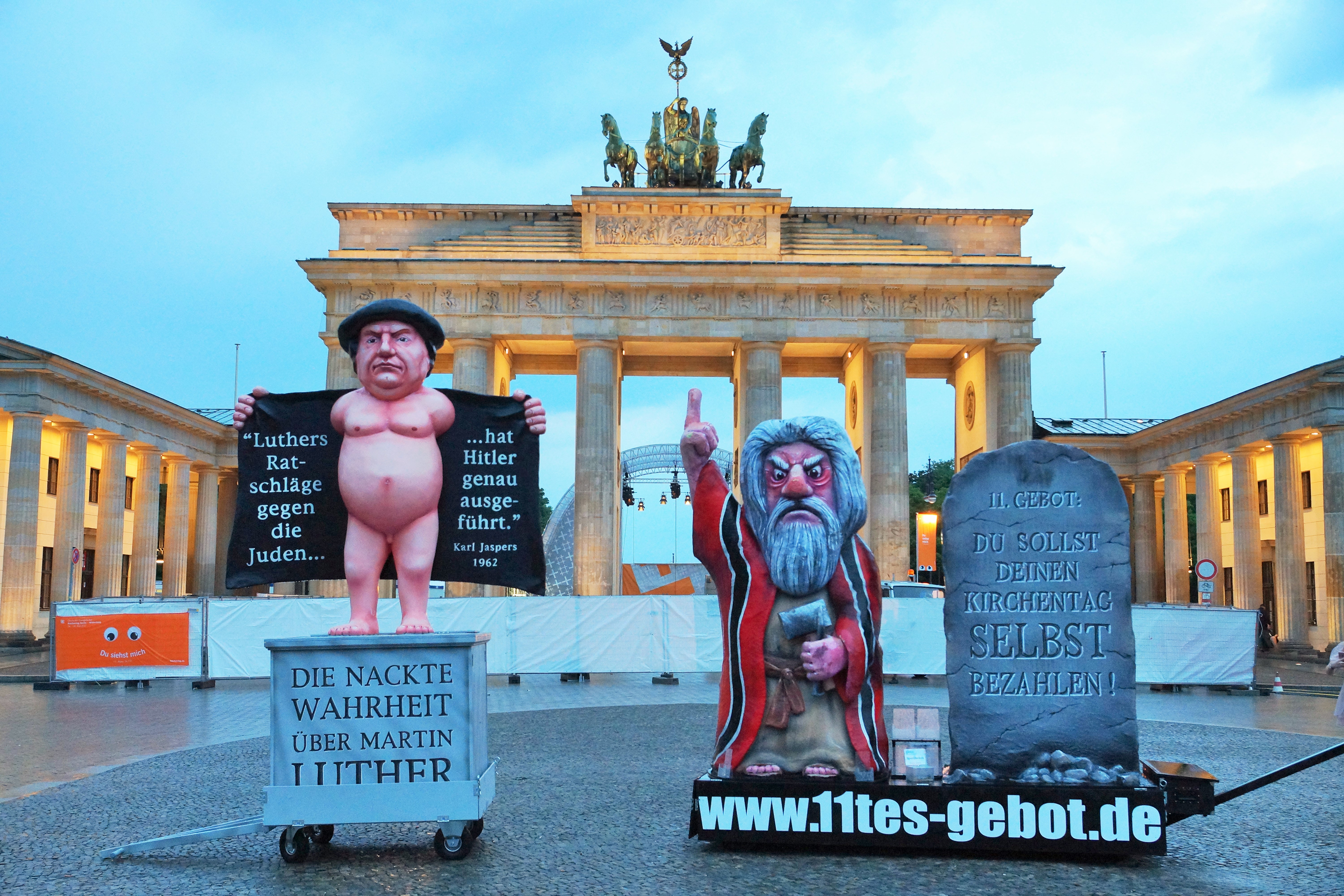
Kritik an der Kirchentagsfinanzierung im öffentlichen Raum.

Kritisiert wird, dass der Kirchentag als religiöse Veranstaltung zu einem erheblichen Teil mit öffentlichen Mitteln finanziert wurde. Bei der Auswahl von Sponsoren sollte auf die Einhaltung der von den Kirchen unterstützten Nachhaltigkeitsziele geachtet werden. Z. B. habe die durch Sponsoring entstandene Nähe zum VW-Konzern durch dessen Verwicklung in den Abgasskandal „ethische Prinzipien verwässern“ können.

## Weblinks

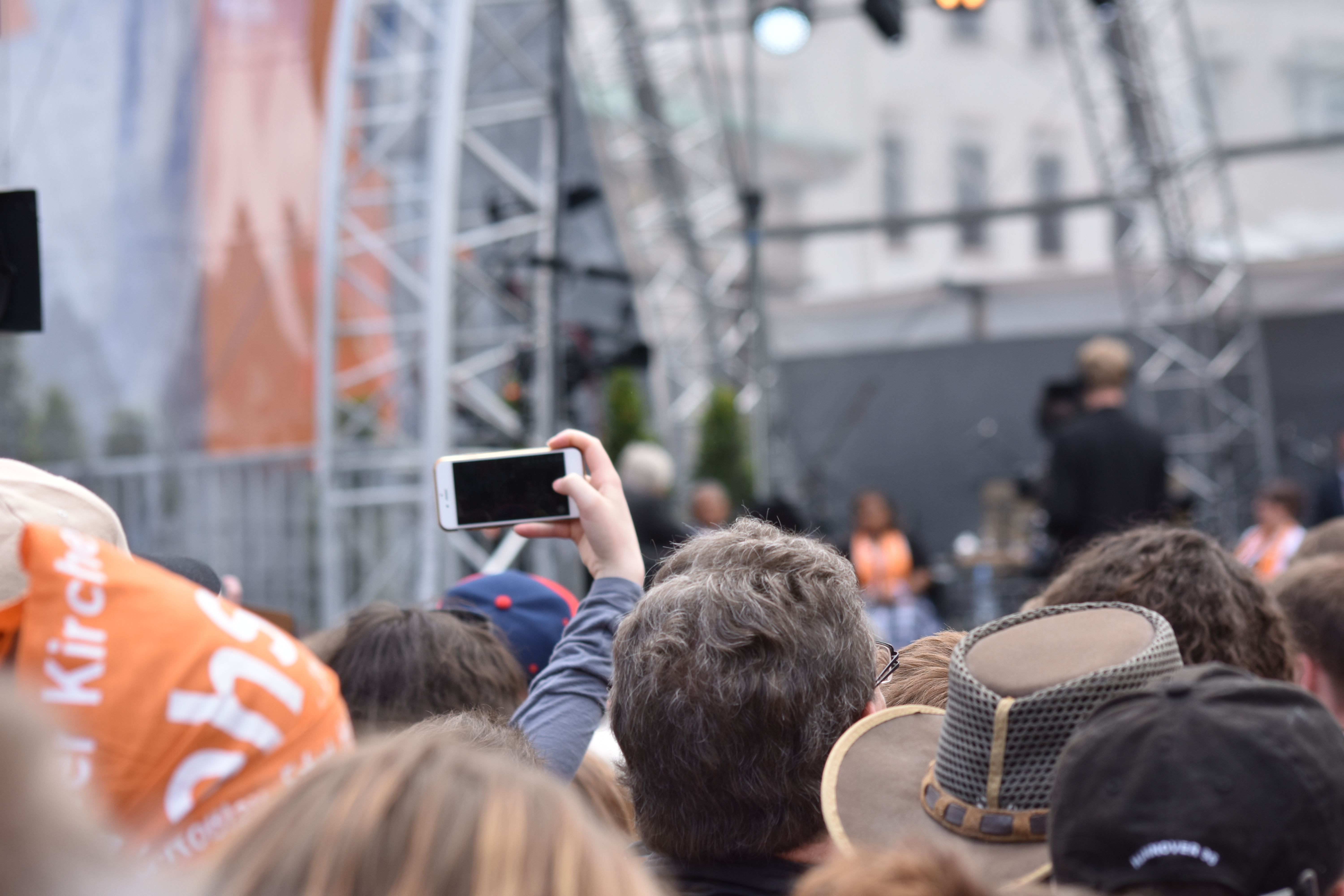
Kirchentagsbesucher